# Yin et yang
« Yin yang » redirige ici. Pour les autres significations, voir Yin yang (homonymie).

Symbole Yin (fond noir) et Yang (fond blanc).

Dans la philosophie chinoise et notamment le taoïsme, le yin (chinois simplifié : 阴 ; chinois traditionnel : 陰, pinyin : yīn) et le yang (simplifié : 阳, traditionnel : 陽, pinyin : yáng) sont deux catégories qui, par leur complémentarité et leur opposition, se prêtent à une première analyse de tous les phénomènes de la vie et du cosmos. Il ne s'agit pas de substances fondamentales, ni de forces ou énergies, mais simplement une paire de concepts susceptible de préciser les composantes d'une quelconque dualité.
Le symbole du Yīn et du Yang, le tàijí tú, est bien connu dans le monde entier. Le Yin, représenté en noir, évoque entre autres, le principe féminin, la lune, l'obscurité, la fraîcheur, la réceptivité, etc. Le Yang quant à lui (laissant apparaître le fond blanc), représente entre autres le principe masculin, le soleil, la luminosité, la chaleur, l'élan, l'action, etc.
Liés par leur étymologie à des oppositions concrètes entre ciel couvert et ciel dégagé, ombre et lumière, le yin et le yang deviennent plus abstraits quand vers le troisième siècle avant notre ère, ils deviennent pertinents dans le champ de la cosmologie en tant que « puissances d'animation qui président au dynamisme de la nature et à la transformation des êtres et des choses » (Kalinowski, 2010).

## Histoire
Les caractères yin 陰 et yang 陽 ont été employés dans les textes les plus anciens, indépendamment l'un de l'autre, avec pour le premier la valeur de « sombre, humide » et de « versant ensoleillé d'une montagne » pour le second. Au début, ils n'ont pas encore de valeurs abstraites générales.
Veut dire jour et nuit.

### École du yin-yang de Zou Yan (IIIesiècleav. J.-C.)
La notion d'un couple d'opposés yin-yang apparaît ensuite vers le IIIe siècle av. J.-C., bien après le Yi Jing. C'est notamment le penseur Zou Yan  鄒衍 (-305, -240) qui les a formulées en cherchant un modèle d'explication des cycles naturels - comme le rythme des saisons ou la variation de la durée des jours. Pour lui, le yin et le yang sont comme l'adret (face sud ensoleillée) et l'ubac (face nord ombragée) d'une montagne, des opposés complémentaires dont la mise en relation crée la tension. Ils servent à rendre compte de la dynamique à l’œuvre dans les couples en interaction. Aucun ouvrage de Zou Yan ne nous est parvenu mais on connaît des éléments de sa pensée grâce à l'historien Sima Qian (-145  -86) qui parle de son école du Yin-yang (yinyangjia 阴阳家) à l'origine de la pensée corrélative, liant dans un vaste réseau de liaisons les phénomènes humains et naturels.
Au fil du temps, les notions de yin et de yang prennent des valeurs de plus en plus abstraites dans les discours des météorologues et des médecins. Elles investissent dès cette époque le champ de la physique en tant qu'émanation du ciel et de la terre et puissance d'animation qui préside au dynamisme de la nature et à la transformation des êtres et des choses.

### Manuscrits de Mawangdui
Le plus ancien texte développé sur le système yin-yang a été trouvé dans la tombe de Mawangdui, datant de 168 av. J.-C. Le manuscrit développe une logique binaire :
« Dans toute évaluation, il faut avoir connaissance de ces deux grandes entités que sont le yin et le yang.
Le ciel est yang, la terre yin, le printemps est yang, l'automne yin ; l'été est yang, l'hiver yin ; etc. » (Manuscrit de Mawangdui, trad. de Lévi, 2009)
La liste comporte 22 paires d'opposés que nous donnons dans la table ci-contre.
| YIN 阴                 | YANG 阳                |
| ---------------------- | ---------------------- |
| Terres                 | Ciel                   |
| Automne                | Printemps              |
| Hiver                  | Été                    |
| Nuit                   | Jour                   |
| une petite principauté | une grande principauté |
| un pays faible         | un pays puissant       |
| un homme désœuvré      | un homme occupé        |
| ce qui se rétracte     | ce qui s'étend         |
| le ministre            | le souverain           |
| l'inférieur            | le supérieur           |
| la femme               | l'homme                |
| le fils                | le père                |
| la cadet               | l'aîné                 |
| les plus jeunes        | les plus âgés          |
| les roturiers          | les nobles             |
| la misère              | la réussite            |
| le deuil               | mariage et naissance   |
| être régenté           | régenter               |
| l'occupé               | l'occupant             |
| l'élève                | le maître              |
| le silence             | la parole              |
| recevoir               | donner                 |

Dans cette liste, le yin est associé au faible, au soumis et le yang au puissant, au dominant, suivant le système de valeurs de la société chinoise antique. La décomposition binaire peut s'appliquer aux phénomènes dynamiques ou statiques.
Lorsque la décomposition binaire est appliquée aux phénomènes statiques, elle associe métaphoriquement le yang au dominant (ou au positif) et le yin au dominé (ou au négatif). Dans cette liste, les paires ministre/souverain, homme/femme, père/fils, aîné/cadet, supérieur/inférieur, illustrent le système hiérarchique confucianiste très rigide, définissant la morale qui régente les relations hiérarchiques dans la société. L'ordre social est maintenu si chacun accomplit la fonction liée à son rang avec droiture et sincérité : le supérieur yang peut exercer sa domination sur l'inférieur yin dans la mesure où il assure avec respect sa protection et où l'inférieur manifeste sa loyauté.
Au cours des siècles suivants, la décomposition binaire yin-yang va être appliquée à un grand nombre de phénomènes dynamiques dans lesquels les forces d'expansion et domination sont associées au yang et les forces contraires au yin. Le fonctionnement métaphorique de la pensée corrélative ne manquera pas d'en étendre la portée à un grand nombre de domaines.
L'école du Yin-yang et du Wuxing (les Cinq Agents) a donné les principes de base des cosmogenèses qui vont être développées sous la dynastie Han (-206, +220) et qui exerceront une influence durable dans le taoïsme et la médecine chinoise. Le fameux chapitre 42 du Dao de jing indique « Le Dao engendre l'Un, l'Un le Deux, Deux le Trois, Trois tous les êtres. Tout être porte sur son dos (yang)  l'obscurité (yin) et embrasse (le devant du corps des yin) la lumière (yang) ». Le Huainanzi, un ouvrage d'inspiration taoïste, développe un modèle cosmologique partant du Dao où l'univers s'autocrée à partir du « souffle » (qi 气, prononcé tchi). L'actualisation de la multitude des êtres se réalise grâce à la dynamique yin-yang de deux forces complémentaires et opposées. « Les essences du Ciel et de la Terre se propagèrent pour constituer le yin et le yang, celles du yin et du yang confluèrent pour former les quatre saisons et celles des quatre saisons se disséminèrent pour produire les dix mille être » (Huainan zi). Le yang est associé à une puissance d'activation et le yin porte l'aspect latent de la transformation.

### Classique interne de l'empereur Jaune (Huangdi Nei Jing)
Le texte fondateur de la médecine Huangdi Nei Jing Suwen, est aussi le plus ancien ouvrage de médecine chinoise, compilé selon Unschuld entre le premier et le troisième siècle de notre ère. Il s'appuie sur trois grands systèmes explicatifs : les théories du qi (souffle), du yin-yang et des Cinq agents (wuxing).
- Interdépendance dynamique du yin-yang

Il analyse suivant les mêmes principes (du yin-yang et du souffle 气 qi) les phénomènes naturels (comme les saisons) et les phénomènes physiologiques. Le qi anime aussi bien les organes humains, que le Ciel, la Terre et les saisons : on parle de qi des reins (shenqi 肾气), de qi des poumons (feiqi 肺气), etc. et de qi du Ciel (tianqi 天气), de la Terre (diqi 地气), du printemps (chunqi 春气). Les qi sont donc très diversifiés ; il y en divers lieux (à l’intérieur de l’homme ou à l’extérieur) en diverses époques (qi propres au printemps, à l'été, etc.), il y en a simplement caractérisé par une qualité comme le reqi 热气 le qi calorique (ou de la chaleur), yangqi 阳气 le qi ayant les caractères yang, xieqi 邪气 le qi pathogène (causé par le  qi du vent fengqi 风气, ou le qi du froid, ou de l’humidité ou le guiqi 鬼气 le qi d’un démon), weiqi 卫气 le qi gardien (de l’homme).
Le Yin et le Yang servent à qualifier le rythme fondamental qui anime le qi : le qi qui se meut, qui augmente est qualifié de yang (on parle aussi de yangqi « qi de type yang »), celui qui revient à la quiétude est yin (ou yinqi). Les variations yin-yang du Ciel et de la Terre font apparaître des qualités particulières pour chacune des quatre saisons, que l'homme doit utiliser comme des modèles pour réguler ses actions et contrôler ses mouvements intérieurs et extérieurs. L'homme parfait (zhenren 真人) doit réguler son yin et son yang pour les harmoniser aux cycles des saisons, et par delà au Ciel et à la Terre. Chaque saison étant associée à un organe, il faut harmoniser le qi de l'organe au qi de la saison. Ainsi :
« Les trois mois d'hiver sont appelés "sécuriser et thésauriser". L'eau gèle, la terre se fendille. 
Ne perturbez pas le yang [qi], couchez-vous tôt et levez-vous tard, attendez que le soleil brille...
Évitez le froid, cherchez le chaud, ne laissez pas [la sueur] s'échapper de la peau, de peur d'une déperdition dangereuse du qi.
Ainsi se conforme-t-on aux souffles (qi) de l'hiver; c'est la Voie pour nourrir la thésaurisation de la vie. Allez à contre-courant porterait atteinte aux reins... » (Huangdi Nei Jing Suwen, chap.2, 2-11-1).
Le yang[qi] de l'hiver étant à son minimum, l'homme doit donc préserver le sien. C'est une explication naturaliste sophistiquée de la nécessité de se protéger du froid l'hiver. Avec l'arrivée du printemps, « Ciel et Terre produisent la vie », le yang[qi] croît et le yin[qi] suit le mouvement inverse.
Aussi dans la moyenne antiquité, il y avait des sages (zhiren homme suprême) qui « s'adaptaient à [la régularité] du yin et du yang et vivaient en harmonie avec les quatre saisons » (Suwen chap.1).
L'expression he yu yinyang 和於陰陽 « s'adapter à [la régularité du] yin-yang » ne doit pas être confondue avec une expression proche yinyang he 陰陽和  métaph.« avoir des relations sexuelles ». Comme on peut le voir, lorsque le Suwen examine les différents âges de la vie d'un homme, il indique qu' à l'âge de « deux fois huit ans, les souffles des reins sont prospères...le qi de l'essence écoule son trop plein, le yin-yang trouve son harmonie (yinyang he) et [il] peut ainsi avoir des enfants » (Suwen, chap.1).
Au fil des premiers chapitres, le Suwen poursuit l'analyse des phénomènes dynamiques du Cosmos et de l'Homme suivant les modèles d'interdépendance du yin et du yang ou des variations corrélées de réduction et croissance. Le texte se présente comme un beau poème à la gloire de l'unité de la nature, dans lequel les phénomènes météorologiques (vent, chaud, froid etc.) sont mis en correspondance avec les émotions (colère, allégresse etc.) et l'état de santé de l'homme. Les rythmes du Ciel, la Terre et l'Homme s'enracinent dans une même « loi de variation du yin-yang » et l'Homme sage (qui cherche la bonne santé) doit se régler sur le Cosmos.
- La classification binaire de type yin-yang

Toutefois, la catégorisation en paires yin-yang est aussi utilisée pour produire des classifications dichotomiques. C'est le cas quand, à partir du chapitre 4, le Suwen aborde l'anatomie (organes (zang 藏) et entrailles (fu 腑), méridiens et ramifications (jingluo 经络)), la pathologie et l'étiologie. Ainsi
« Parlant du yin-yang de l'homme, l'extérieur est yang, l'intérieur est yin
Pour le yin-yang du corps de l'homme, le dos est yang, l'abdomen est yin
Pour le yin-yang des viscères, les zang sont yin et les fu sont yang
Foie, cœur, rate, poumons, reins qui sont les Cinq zang (organes) sont yin
Tandis que vésicule biliaire, estomac, gros intestin, intestin grêle, vessie, Triple réchauffeur qui sont les Six fu (entrailles) sont yang » (Suwen, chap. 4)
Alors que dans les premiers chapitres, le yang[qi] de l'homme variait continûment avec celui des saisons, ici, l'extérieur (par rapport à l'intérieur) ne peut pas être plus ou moins yang, il est ou n'est pas yang. Pourtant, le Suwen trouve le moyen de s’accommoder de changement d'étiquetage pour les besoins d'une classification. Peu après avoir étiqueté le cœur comme un organe (zang) de type yin (citation précédente), il indique:
« Le dos étant yang, le yang au sein du yang, c'est le cœur.
Le dos étant yang, le yin au sein du yang, c'est le poumon. » (Suwen, chap.4)
Wang Bing justifie ce changement de catégorie du cœur, en disant « le cœur est un organe yang. Il est situé dans la région du Réchauffeur supérieur ». Pourtant le poumon, organe de type yin situé aussi au Réchauffeur supérieur reste femelle, image du Ciel obscur et mystérieux.
Ainsi, pour pallier la rigidité classificatoire, le Suwen introduit donc une combinatoire du yin (ou du yang) dans le yang (ou le yin) pour le rythme nycthéméral ou en anatomie:

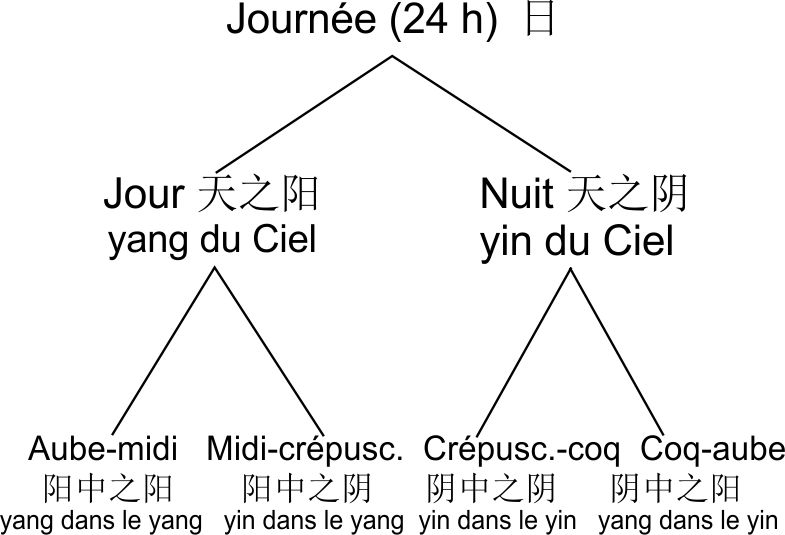
Classification binaire yin-yang du nycthémère
selon le Huangdi nei jing

« De l'aube au milieu du jour, c'est le yang du Ciel: 
yang au sein du yang
Du milieu du jour au crépuscule, c'est le yin du Ciel: 
yin au sein du yang.
De la tombée de la nuit au chant du coq, c'est le yin du Ciel: 
yin au sein du yin.
Du chant du coq à l'aube, c'est le yang du Ciel: 
yang au sein du yin.
Et pour l'homme, il en va de même... » (Suwen, chap.4)
Remarque : la période qui va du lever au coucher du soleil est yang car le soleil (et la lumière) est yang, le matin le soleil monte et l'après-midi il descend donc ce sont des périodes yang/yin (correspondant à montée/descente), la nuit est yin en raison de l'ombre. Pour la suite, Wang Bing dit « à l'aube le yangqi s'élève, donc [cette période] est dite le yang dans le yin ».
Les principes de catégorisation yin-yang sont multiples et souples : il est toujours possible de jouer sur les métaphores dynamiques ou sur les divisions spatialo-temporelles. Aussi, tout confirme l'assertion du chapitre 25: « L'homme a un corps qui n'échappe jamais au yin-yang » (Suwen, chap. 25, 25-160-5).
Jusque-là, l'opposition yin/yang fonctionnait sur des métaphores basées sur l'opposition inférieur/supérieur (pour la hiérarchie sociale) ou froid/chaud, eau/feu, sombre/lumineux, calme/agité (pour les grandeurs intensives, comme le qi, de phénomènes dynamiques, comme ceux de la météorologie ou des organes). En anatomie, les chapitres 4 et 5 présentent des analyses dichotomiques en de nouvelles paires comme intérieur-yin / extérieur-yang, zang (organes)-yin / fu (entrailles)-yang ou saveurs-yin / souffles-yang etc. puis au chapitre 7 avec les pathologies et les diagnostics. Le Suwen ne donne jamais la moindre justification à ses affirmations. Toutefois, le lecteur peut essayer de comprendre en consultant les commentaires faits au cours des siècles. Unschuld et Tessenow annotent leur traduction des commentaires de Wang Bing, un auteur du IXe siècle qui a réarrangé et commenté le texte alors que Rochat la Vallée et Larre donnent leurs propres interprétations. D'autre part, la médecine chinoise a adopté diverses approches dialectiques des causes des maladies au cours du temps. Alors que la théorie du yin-yang joue un rôle central dans la compréhension de l'étiologie dans le Suwen, l'étiologie de médecine chinoise contemporaine s'appuie sur un traité du XIIe siècle, le Sanyin jiyi bingzheng fanglun (三因极一病証方论).
Dans le chapitre 5, le Suwen introduit un principe explicatif supplémentaire de mise en correspondance des phénomènes cosmiques et humains : c'est la classification pentanaire universelle dans laquelle on associe les Cinq Éléments (bois, feu, terre, métal, eau) aux cinq planètes, aux cinq viscères plein (foie, cœur, rate, poumons, reins) et aux cinq viscères creux, etc. (voir Correspondances).

## Les caractères  陰 et 陽 (simpl. 阴 et 阳)
Les caractères chinois traditionnels (également utilisés dans le japonais, le coréen et autrefois en vietnamien) s'analysent ainsi :
- Le caractère yīn (陰) est associé au Nord de la colline (partie nuageuse yīn (侌), de la colline fù (阜), simplifié en 阝 pour l'homogénéisation des caractères).
- Le caractère yáng (陽) est associé au Sud de la colline (partie brillante yáng (昜), de la colline fù (阜)).

Dans les deux cas, la partie nuageuse ou brillante de la colline (阜, simplifié en 阝), donne aussi la valeur phonétique du caractère. C'est-à-dire que cette partie droite à une valeur sémantique et phonétique, la partie gauche 阝 sert de clé de classification. La Chine étant dans l'hémisphère nord, le soleil y est presque toujours au Sud (seules les régions au Sud du tropique du Cancer connaissent une période dans l'année durant laquelle le soleil se situe au Nord).
Pour les caractères chinois simplifiés, introduits à partir des réformes de 1956 et 1964 :
- le caractère Yīn (阴) associe la colline 阝 à la Lune 月
- le caractère Yáng (阳) associe la colline 阝 au Soleil 日.

Les éléments de droite (月 et日) ne portent plus de valeur phonétique mais seulement les valeurs sémantiques distinctives.
Quelquefois, on trouve aussi les caractères 阦 pour le Yang, et 阥 pour le Yin.
Le symbole yin-yang, appelé en Chine « poissons yin et yang », forme la plus répandue du tàijítú des taoïstes et des néo-confucianistes, représente le Tao résultant de la dynamique de ces deux principes, l'unité dans la dualité.

## La théorie du yin-yang dans la culture
L'analyse yin-yang est restée vivante dans la pensée chinoise contemporaine. Emblème de la pensée chinoise classique, elle reste toujours invoquée en médecine traditionnelle chinoise, dans les méditations sur le monde (philosophie), sans parler du domaine de l'organisation de l'entreprise (comme le management), de la pensée religieuse ou des exercices de santé (Tai-chi-chuan).

### Médecine chinoise
| yin          | yin          | yang         | yang          |
| ------------ | ------------ | ------------ | ------------- |
| noir         | 黑 hēi       | blanc        | 白 bái        |
| sombre       | 暗 àn        | clair        | 亮 liàng      |
| nuit         | 黑夜 heī yè  | jour         | 白天 bái tiān |
| lune         | 月 yuè       | soleil       | 日 rì         |
| nord         | 北 běi       | sud          | 南 nán        |
| hiver        | 冬 dōng      | été          | 夏 xià        |
| froid        | 冷 lěng      | chaud        | 热 rè         |
| eau          | 水 shuǐ      | feu          | 火 huǒ        |
| gauche       | 左 zǔo       | droite       | 右 yoù        |
| terre        | 地 dì        | ciel         | 天 tiān       |
| femme        | 女 nǚ        | homme        | 男 nán        |
| vide         | 虛 xū        | plein        | 實 shí        |
| introversion | 內 nèi       | extraversion | 外 wài        |
| passif       | 被動 bèidòng | actif        | 主動 zhǔdòng  |
| pair         | 偶 oǔ        | impair       | 奇 jī         |

La médecine traditionnelle chinoise fermement ancrée depuis ses origines, sur les théories du souffle, du yin-yang et des correspondances systématiques s'est développée et enrichie durant les deux millénaires de son histoire en conservant une remarquable continuité épistémologique. Ce n'est qu'aux XIXe et XXe siècles qu'à l'occasion de sa confrontation avec les sciences modernes venues d'Europe qu'elle va connaître des remises en cause radicales. Mais alors que la médecine gréco-latine d'Hippocrate et Claude Galien (basée sur les théories du souffle ou pneuma et des Quatre humeurs) fut complètement laminée par la mise au point de la méthode expérimentale en Europe, la médecine chinoise sut se maintenir en éliminant les restes de pensée magique qui l’imprégnaient et en acceptant certaines connaissances de médecine moderne (anatomie, physiologie, etc.).
Après la révolution culturelle, de nouveaux manuels d'enseignement supérieurs officiels de médecine chinoise furent publiés. Dans Fondements théoriques de la médecine chinoise (Zhongyi jichu lilun 中医基础理论
, de Yin Huihe, 1984) les interrelations du yin et du yang sont considérées comme différents types de manifestations du changement. L'auteur distingue quatre types d'interrelations:
1. Le contrôle par opposition, duili zhiyue 对立制约
2. La dépendance mutuelle et l'usage mutuel, hugen huyong 互根作用
3. L'équilibre de croissance-décroissance, xiaozhang pingheng 消长平衡
4. La transformation mutuelle, xianghu zhuanhua 相互转化

Les descriptions très générales données par l'auteur sont très représentatives de ce qui s'écrit dans la plupart des manuels et encyclopédies en ligne, depuis cette époque.
Les deux termes qualifiés de yin et de yang n'existent qu'en s'opposant. L'été le yangqi atteint son point culminant jusqu'à ce que le yinqi de l'automne progressivement le supplante.
Chaque terme ne peut exister seul : par exemple, le haut est catégorisé yang et le bas yin mais la partie haute d'un objet ne peut exister que par rapport à sa partie basse. Les couples caractérisés par des adjectifs graduables antonymiques : froid/chaud, lent/rapide, calme/agité etc. sont des paires yin/yang parce qu'ils sont positionnés sur une même échelle de température, de vitesse, etc.
L'équilibre dynamique d'une paire yin/yang découle de l'alternance des phases de croissance et décroissance de chacun des termes. Sur le plan physiologique, l'activité fonctionnelle (yang) dépend de la consommation de matière nutritive (yin): s'il y a accroissement de l'activité (yang), il a diminution des réserves nutritives (yin).
Enfin, la transformation mutuelle renvoie à la proposition célèbre du chapitre 5 du Suwen « Le Froid, à l'extrême, produit le Chaud; le Chaud, à l'extrême produit le Froid ». À la fin du froid de l'hiver succède le radoucissement du printemps. En pathologie, un violent coup de froid dégénère rapidement en fièvre.

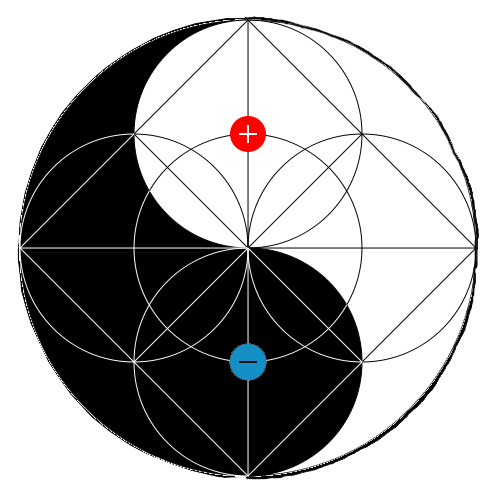
Géométrie du symbole Taijitu

Elisabeth Hsu a donné une présentation critique des quatre modes relationnels du yin-yang de la médecine. Pour elle « il est simplement impossible de différencier les quatre types de changement attribués au yin et yang à partir de leur description dans le manuel ». Les expressions favorites du manuel comme unité des opposés (duili tongyi) et transformations mutuelles (huxiang zhuanhua) sont des expressions employées par Mao dans son analyse du matérialisme dialectique (De la contradiction). Le postulat du matérialisme dialectique de Mao est que « la cause fondamentale du développement des choses et des phénomènes n'est pas externe, mais interne; elle se trouve dans les contradictions internes des choses et des phénomènes eux-mêmes ». À première vue, ce point de départ a beaucoup à voir avec la théorie du yin-yang. Toutefois l'unité obtenue par la lutte des contraires est de nature différente. Traditionnellement le yin et le yang sont mutuellement complémentaires, tandis que dans la dialectique marxiste, héritée de la pensée du philosophe allemand Hegel, le positif et le négatif sont bel et bien complémentaires mais également en lutte l'un contre l'autre.
La méthode dialectique qu'elle soit celle du yin-yang ou de Hegel, en tant que dialectique idéaliste, est une méthode d'abstraction dynamique qui vise à construire des classes. Depuis le début des sciences expérimentales au XVIIe siècle, les scientifiques ont peu à peu défini une méthode expérimentale en cherchant les moyens de tester leurs hypothèses empiriques. Ils ont en général procédé par tâtonnement et sélectionné les méthodes qui valident les constructions théoriques qui donnent prise sur la réalité. La science se construit par un processus dynamique, ouvert et critique, en vérifiant une correspondance à un objet préformé, ce qui est le fondement épistémologique de l'approche d'une dialectique cette fois-ci non pas idéaliste mais matérialiste.

### Philosophie

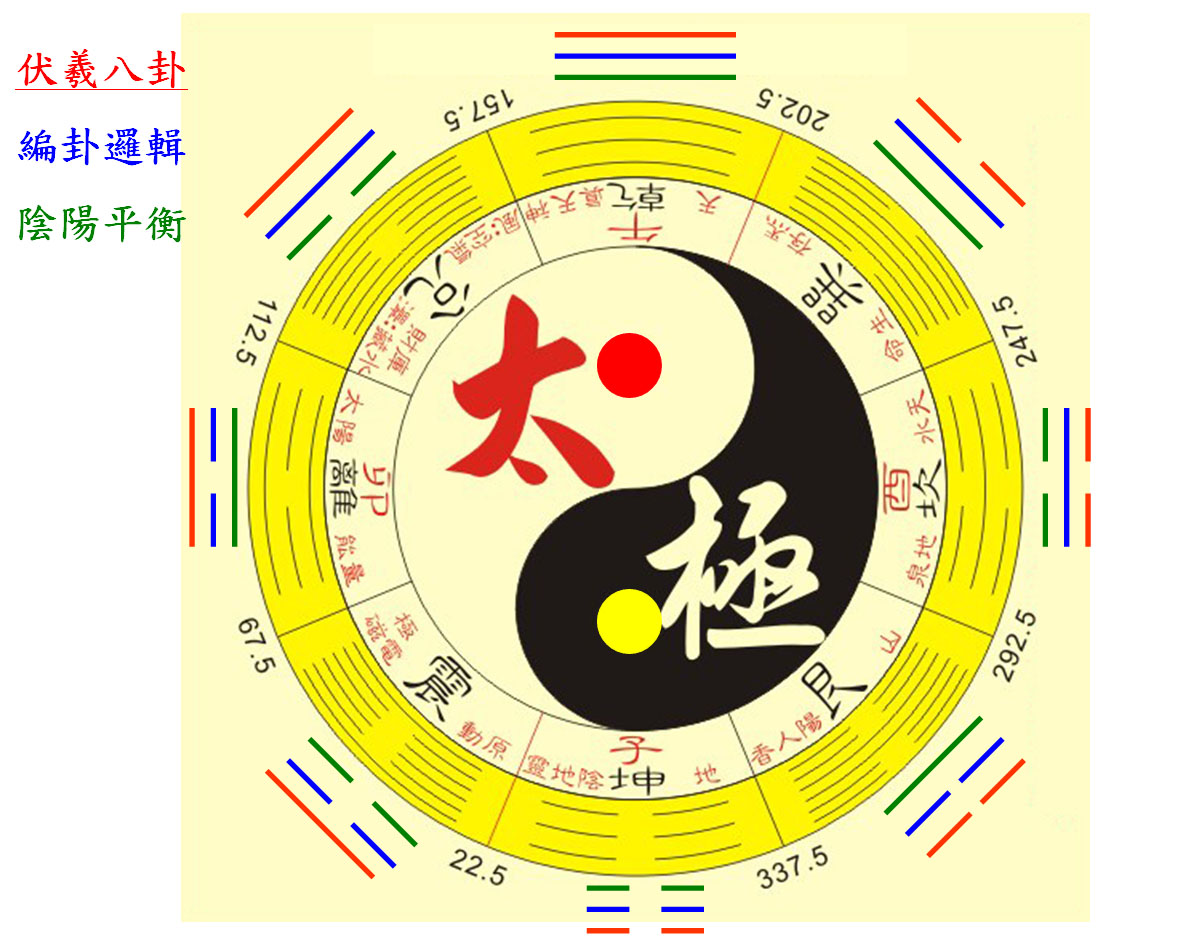
symboles du Ba gua

En philosophie, la théorie du yin-yang chinoise et la dialectique européenne ont souvent été étudiées à la lumière l'une de l'autre.
L'effort de la philosophie chinoise a été de conjuguer l'unité à la dualité « le Ciel et la Terre n'embrassent pas une seule chose, le Yin et le Yang n'enfantent pas qu'une seule espèce » (Huainanzi, 20.10b). L'idéal est d'embrasser à la fois l'Unité et le multiple. Sans nul doute, les bouddhistes, avec leur dialectique Madhyamaka, ont su le mieux affirmer les "deux vérités", mais cette dialectique a aussi profondément imprégné le taoïsme.
Le Taiping jing 太平经, un texte taoïste du Ier ou IIe siècle, fait de l'Un le Yang (ou Qian 乾, ou Ciel) et du Deux le Yin (ou Kun 坤, ou Terre). Le philosophe du XVIIe siècle Wang Fuzhi reprendra ce schéma de priorité du mouvement et de l'Un (impair et yang) sur le Deux (pair et yin). Cette conception de l'Un-Yang aura tendance à engendrer un monisme absolu où le Yin n'est plus que l'ombre du Yang ou sa décélération. Au lieu de faire du couple Yin-Yang l'image de la division et du Deux, il fait du Yang l'image de l'unité et du Yin celle de la division.

## Cosmologie
La théorie de l'univers miroir suppose qu'il existe un univers jumeau constitué de matière négative. Les petits points dans le symbole du yin et yang serait une représentation de la petite partie de matière de masse opposée dans chaque univers.